# 177625 Dembicky
177625 Dembicky è un asteroide della fascia principale. Scoperto nel 2004, presenta un'orbita caratterizzata da un semiasse maggiore pari a 2,7628500 au e da un'eccentricità di 0,1643966, inclinata di 3,07989° rispetto all'eclittica.